# Oaxacaost

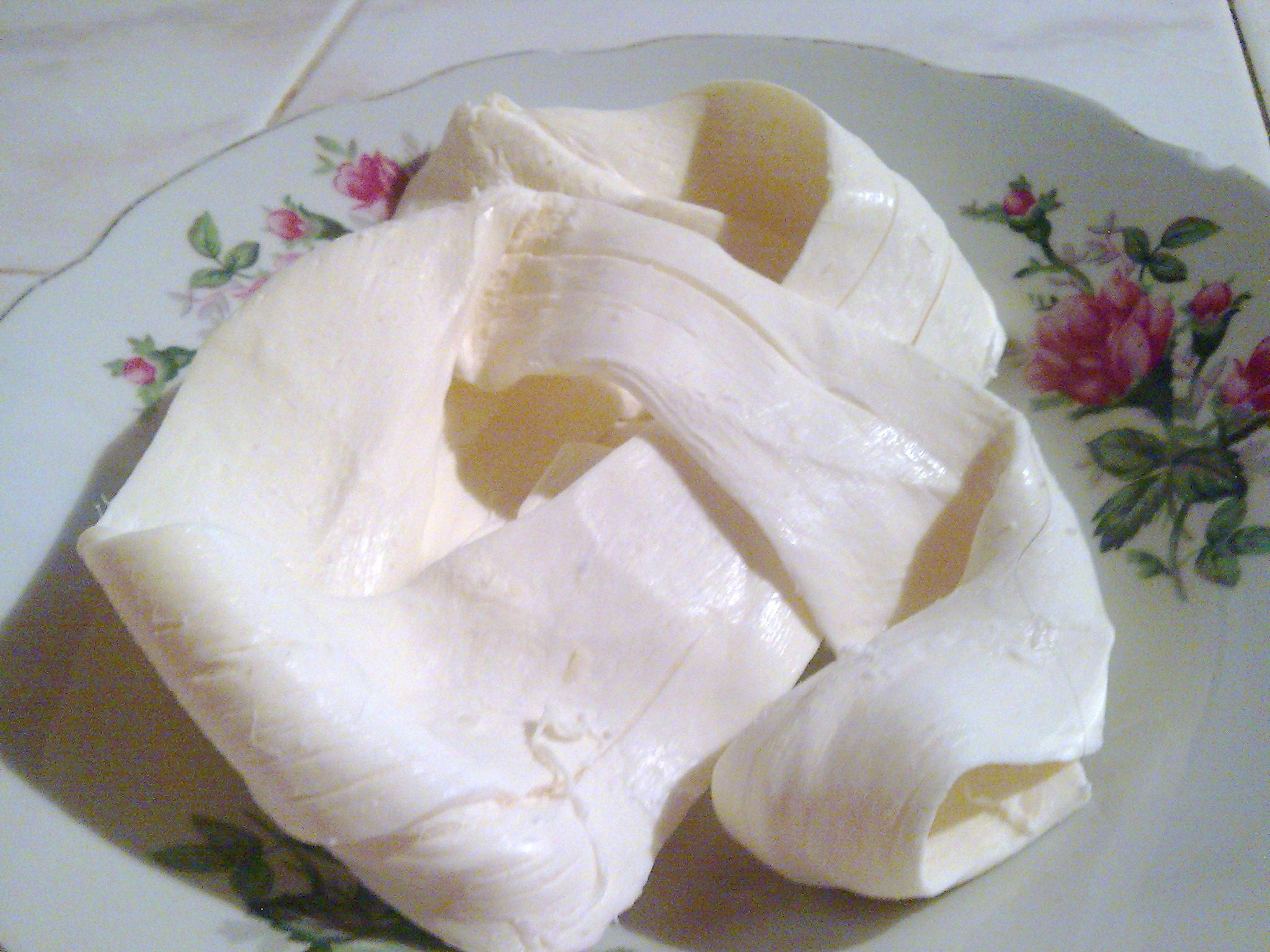
Oaxacaost

Oaxacaost (spanska: Quesillo Oaxaca) är en hård färskost som är salt, liknar mozzarella till tillverkningssättet och har ungefär samma smältegenskaper. Den kommer från delstaten Oaxaca i Mexiko.